# Honda NS 400R
L'Honda NS 400R è una motocicletta stradale sportiva di media cilindrata prodotta dalla casa motociclistica giapponese Honda dal 1985 al 1987 e facente parte della serie denominata NS.
Derivata dalla motocicletta Honda NS500 Grand Prix guidata da Freddie Spencer, la NS400R è ne era una sorta di race replica ed era la motocicletta a due tempi omologata per uso stradale con la più grande cilindrata costruita dalla Honda.

## Storia e contesto
Presentata al salone di Colonia 1984, la NS 400R era destinata ad una produzione limitata e fu venduta solo dal 1985 al 1988.
All'epoca la Honda dominava le gare di motocross della classe 500 cc con motori a due tempi, ma le sue moto da Gran Premio a quattro tempi erano inferiori rispetto alla concorrenza. Dopo una discussione interna dirigenziale sull'impiego nelle corse del motore a quattro tempi, la Honda portò avanti lo sviluppo dei due tempi. Il risultato fu la NS500 raffreddata ad acqua, progettando il motore assemblando tre motori da motocross a due tempi in una configurazione V3 compatta e leggera che produceva circa 120 CV (89 kW) a 11.000 giri al minuto.
Il pilota Freddie Spencer regalò alla Honda la prima vittoria nella classe 500 cc nel 1982, e poi la vittoria del Campionato del mondo 500 cc nel 1983. L'anno successivo, la Honda produsse una versione per i team privati, chiamata RS 500, che era quasi un duplicato della moto ufficiale ad eccezione dello scarico.
Yamaha e Suzuki avevano già prodotto delle racer replica omologate per la strada delle loro moto da corsa (come ad esempio la RG 500 Gamma e RD 500), quindi Honda seguì lo stesso esempio con la NS 400R nel 1985. Il suo motore V3 con angolo tra le bancate di 90° a due tempi raffreddato a liquido dalla cilindrata totale di 387 cm³ produceva 72 CV (54 kW) ed era alimentato da tre carburatori a valvola piatta Mikuni del diametro di 28 mm. Risultava un rapporto potenza per litro di 186 CV e un rapporto peso/potenza di 2,67 kg per CV. Il consumo dichiarato era pari a 7,8 litri per 100 chilometri.
I due cilindri esterni del motore erano dotati del sistema ATAC per migliorare l'erogazione della coppia. Il motore era dotato di accensione elettronica ed avviamento con kickstarter. La NS 400 montava, come era d'uso all'epoca, pneumatici stretti da 100/90 V 16 all'anteriore e 110/90 V 17 al posteriore, con l'angolo del canotto di sterzo di 63,5 gradi.
Il propulsore era accoppiato ad un cambio a innesti frontali a 6 marce coadiuvato da una frizione lamellare multidsico a bagno d'olio. La prima era molto lunga arrivando fino a 80 km/h. Accelerazione da 0 a 100 km/h venivano coperto in 3,9 secondi e la velocità massima era di 216 km/h.
La forcella telescopica anteriore era munita del sistema anti-immersione e anti-affondamento in frenata TRAC ("Torque Reactive Anti-dive Control") e un forcellone posteriore in alluminio, con articolazione progressiva Pro-Link, accoppiati ad un telaio in lega d'alluminio a sezione mista estrusa-scatolata e dotato di un sistema frenante idraulico Nissin con tre freni a disco (due davanti e uno dietro) con pinze a doppio pistoncino. Ne risultò che la replica da strada era molto simile alla NS500 su cui Spencer divenne campione del mondo nel 1983.